# مایک استار (موسیقی‌دان)
مایکل «مایک» کریستوفر استار (انگلیسی: Michael Christopher Starr؛ ۴ آوریل ۱۹۶۶ – ۸ مارس ۲۰۱۱) یک موسیقی‌دان اهل ایالات متحده آمریکا بود. وی بین سال‌های ۱۹۸۳ تا ۲۰۱۱ میلادی فعالیت می‌کرد. او طی سال‌های ۱۹۸۷ تا ۱۹۹۳ بیسیست گروه آلیس این چینز بود.
پلیس، پیکر بی‌جان او را در روز ۸ مارس ۲۰۱۱ در خانه‌اش در سالت‌لیک‌سیتی پیدا کرد.